# Ischnoptera icano
Ischnoptera icano är en kackerlacksart som beskrevs av Morgan Hebard 1921. Ischnoptera icano ingår i släktet Ischnoptera och familjen småkackerlackor. Inga underarter finns listade i Catalogue of Life.